# 일본 여자 핸드볼 국가대표팀
일본 여자 핸드볼 국가대표팀(일본어: ハンドボール日本代表)은 일본을 대표하여 국제 경기에 참가하는 여자 핸드볼 국가대표팀이며, 일본 핸드볼 협회가 운영하고 있다.

## 역대 성적

### 올림픽
- 1976년 - 5위
- 2020년 - 12위

### 세계선수권
- 1962년 – 9위
- 1965년 – 7위
- 1971년 – 9위
- 1973년 – 10위
- 1975년 – 10위
- 1986년 – 14위
- 1995년 – 13–16위
- 1997년 – 17위
- 1999년 – 17위
- 2001년 – 20위
- 2003년 – 16위
- 2005년 – 18위
- 2007년 – 19위
- 2009년 – 16위
- 2011년 – 14위
- 2013년 – 14위
- 2015년 – 19위
- 2017년 – 16위
- 2019년 – 10위
- 2021년 – 11위
- 2023년 – Qualified

### 아시안 게임
- 1990년 – 5위
- 1994년 – 은메달
- 1998년 – 동메달
- 2002년 – 4위
- 2006년 – 동메달
- 2010년 - 은메달
- 2014년 - 은메달
- 2018년 - 동메달
- 2022년 - 금메달

### 아시아선수권
- 1987년 – 3위
- 1989년 – 3위
- 1991년 – 준우승
- 1993년 – 4위
- 1995년 – 3위
- 1997년 – 3위
- 1999년 – 3위
- 2000년 – 준우승
- 2002년 – 4위
- 2004년 – 우승
- 2006년 – 3위
- 2008년 – 3위
- 2010년 – 4위
- 2012년 – 3위
- 2015년 – 준우승
- 2017년 – 준우승
- 2018년 – 준우승
- 2021년 – 준우승
- 2022년 – 준우승